# George Osborne (6. książę Leeds)
George William Frederick Osborne, 6. książę Leeds (ur. 21 lipca 1775 w Londynie, zm. 10 lipca 1838 tamżę) – brytyjski arystokrata i polityk. Od urodzenia do 1789 nosił tytuł grzecznościowy hrabiego Danby, a od 1789 do 1799 markiza Carmarthen.
Był najstarszym synem Francisa Osborne’a, 5. księcia Leeds i jego pierwszej żony Amelii Osborne, 12. baronowej Darcy de Knayth. Jego rodzice rozwiedli się w 1779 roku. W styczniu 1784 po przedwczesnej śmierci matki odziedziczył jej tytuły, w 1799 po śmierci ojca został 6. księciem Leeds.
17 sierpnia 1797 roku ożenił się z lady Charlotte Townshend, córką George’a Townshenda, 1. markiza Townshend. Para miała troje dzieci:
- Francis Godolphin Osborne, przyszły 7. książę Leeds (1798–1859)
- Lady Charlotte Mary Anne Georgiana Osborne (ok. 1806–1836)
- Lord Conyers George Thomas William Osborne (1812–1831)[1].